# Шувалова, Мавра Егоровна
Мавра Егоровна Шепелева, в замужестве графиня Шувалова (23 апреля (4 мая) 1708 — 9 (20) июня 1759) — русская дворянка, ближайшая подруга российской императрицы Елизаветы Петровны и статс-дама её двора, жена Петра Ивановича Шувалова. Именно её влиянию Шуваловы обязаны своим возвышением.

## Происхождение и юность
Из родовитой семьи Шепелевых, считавшей своим предком некого Облагиню. Правнучка окольничего Аггея Алексеевича Шепелева. Благодаря покровительству очень дальнего родственника генерала Дмитрия Андреевича Шепелева, чья жена состояла в родстве с пастором Глюком, ещё девочкой в 1719 году стала камер-юнгферой цесаревны Анны Петровны.

Благодаря весёлому и бойкому нраву «Маврушка» была любимицей молодых придворных и обеих принцесс. Особенно большая дружба завязалась у неё с цесаревной Елизаветой Петровной. О ней свидетельствует обширная интимная переписка обеих в то время, когда Анна, выйдя в 1727 году замуж, взяла свою юнгфер с собой в Голштинию. Там Мавра Егоровна стала любовницей и содержанкой герцога Карла Гольштейнского; Анна Петровна жаловалась на мужа своей сестре Елизавете в письме:
Герцог и Маврушка окончательно опошлились. Он ни одного дня не проводит дома, разъезжает с нею совершенно открыто в экипаже по городу, отдает с нею вместе визиты и посещает театры.
 После смерти Анны Петровны в 1728 году Мавра Егоровна вернулась в Россию. К 1738 году вышла замуж за камер-юнкера П. И. Шувалова.

## При дворе
С воцарением Елизаветы Мавра Шувалова сделалась влиятельной персоной, от которой зависели назначения и милости.
Елизавета, хотя между ними были временами и охлаждения, сохранила привязанность к подруге своей молодости на всю жизнь. В особенности, она любила и ценила её за ясный и насмешливый ум, весёлый характер, за то, что та всегда имела в запасе забавную шутку. Современники сберегли, однако, память и о другой Шуваловой: будучи неизменно весела, остроумна и искательна с сильными мира сего, Шувалова невыносимо чванилась перед людьми, стоявшими ниже её по положению, была надменна и груба. Она охотно помогала своим протеже, но, в то же время, легенды ходили о её мстительности: людей, не угодивших ей, она не уставала преследовать. Не брезговала и сбором «компромата», так, что даже сам Кирилл Разумовский, зная свои грешки, был иногда вынужден заискивать перед ней. В то же время Шувалова была преданной и любящей женой и матерью, любила хорошо поесть и выпить и играть в азартные игры.
Обладала проницательным умом, прекрасным знанием людей, в особенности, человеческих слабостей. Имела сатирический талант, по рассказам современников, могла любого человека представить в таком карикатурном виде, что он надолго делался посмешищем всего двора. Обладала и литературным даром: ей приписывается комедия, написанная и повествующая о злоключениях принцессы Лавры. Эта комедия была представлена в царствование Анны Иоанновны на домашнем театре цесаревны Елизаветы, и, будучи сочтена за политическую демонстрацию, повлекла розыск Тайной канцелярии.
В 1743—1759 годах семья Шуваловых занимала дом на улице Набережная реки Мойки, № 94, позднее перестроенный в Юсуповский дворец. Мавра Егоровна скончалась 9 июня 1759 года и похоронена в Николаевском Малицком монастыре, близ Твери, где ещё в 1742 году получила исцеление от иконы святителя Николая Чудотворца.